# Eberhard Jäckel
Eberhard Jäckel (Wesermünde, 1929. június 29. – Stuttgart, 2017. augusztus 15.) német történész, aki elsősorban a nemzetiszocializmust kutatta.

## Főbb művei
- Experimentum rationis: Christentum und Heidentum in der Utopia des Thomas Morus (1955, filozófiai disszertáció)
- Frankreich in Hitlers Europa. Die deutsche Frankreichpolitik im 2. Weltkrieg (1966)
- Hitlers Weltanschauung. Entwurf einer Herrschaft. (1969)
- Der Mord an den Juden im Zweiten Weltkrieg. Entschlussbildung und Verwirklichung. (1985, Jürgen Rohwerrel)
- Hitlers Herrschaft. Vollzug einer Weltanschauung. (1986)
- Der Tod ist ein Meister aus Deutschland (1990, Lea Rosh-sal)
- Das deutsche Jahrhundert. Eine historische Bilanz. (1996)
- Der Tisch der Dreizehn. Eine Geschichte (2009)